# Ctenophryne
Ctenophryne – rodzaj płazów bezogonowych z podrodziny Gastrophryninae w rodzinie wąskopyskowatych (Microhylidae).

## Zasięg występowania
Rodzaj obejmuje gatunki występujące w Kostaryce, Panamie, Kolumbii i Ekwadorze, a także gujańskiej i amazońskiej Ameryce Południowej.

## Systematyka

### Etymologia
- Glossostoma: gr. γλωσσα glōssa „język”[7]; στομα stoma, στοματος stomatos „usta”[8]. Gatunek typowy: Glossostoma aterrimum Günther, 1900; nazwa zajęta przez Glossostoma LeConte, 1851 (Turbellaria).
- Ctenophryne: gr. κτεις kteis, κτενος ktenos „grzebień”; φρυνη phrunē, φρυνης phrunēs „ropucha”[2].
- Nelsonophryne: Craig E. Nelson, amerykański herpetolog; gr. φρυνη phrunē, φρυνης phrunēs „ropucha”[4]. Nazwa zastępcza dla Glossostoma Günther, 1901.
- Melanophryne: gr. μελας melas, μελανος melanos „czarny”; φρυνη phrunē, φρυνης phrunēs „ropucha”[5]. Gatunek typowy: Phrynopus carpish Lehr, Rodríguez & Córdova, 2002.

### Podział systematyczny
Do rodzaju należą następujące gatunki:
- Ctenophryne aequatorialis (Peracca, 1904)
- Ctenophryne aterrima (Günther, 1901)
- Ctenophryne barbatula (Lehr & Trueb, 2007)
- Ctenophryne carpish (Lehr, Rodriguez & Córdova, 2002)
- Ctenophryne geayi Mocquard, 1904
- Ctenophryne minor Zweifel & Myers, 1989